# Georg-Wilhelm Postel
Georg-Wilhelm Postel (Zittau, 25 de abril de 1896 — Shakhty, Rússia, 20 de setembro de 1953) foi um general da Wehrmacht durante a segunda guerra mundial.
Postel foi capturado pelos russos em 30 de agosto de 1944 após a capitulação romena, e morreu ainda sob custódia em 1953.

## Honrarias
- Cruz de ferro de 2ª e 1ª classe
- Cruz de Honra
- Distintivo de ferido em ação em prata (1939)
- Distintivo da infantaria de assalto
- Medalha do front oriental
- Cruz germânica em ouro (28 de fevereiro de 1942)[1]
- Cruz de cavaleiro da cruz de ferro com folhas de carvalho e espadas
  - Cruz de cavaleiro (9 de agosto de 1942)[1]
  - Folhas de carvalho (28 de março de 1943)[1]
  - Espadas (26 de março de 1944)[1]